# Adhomukha Shvanasana

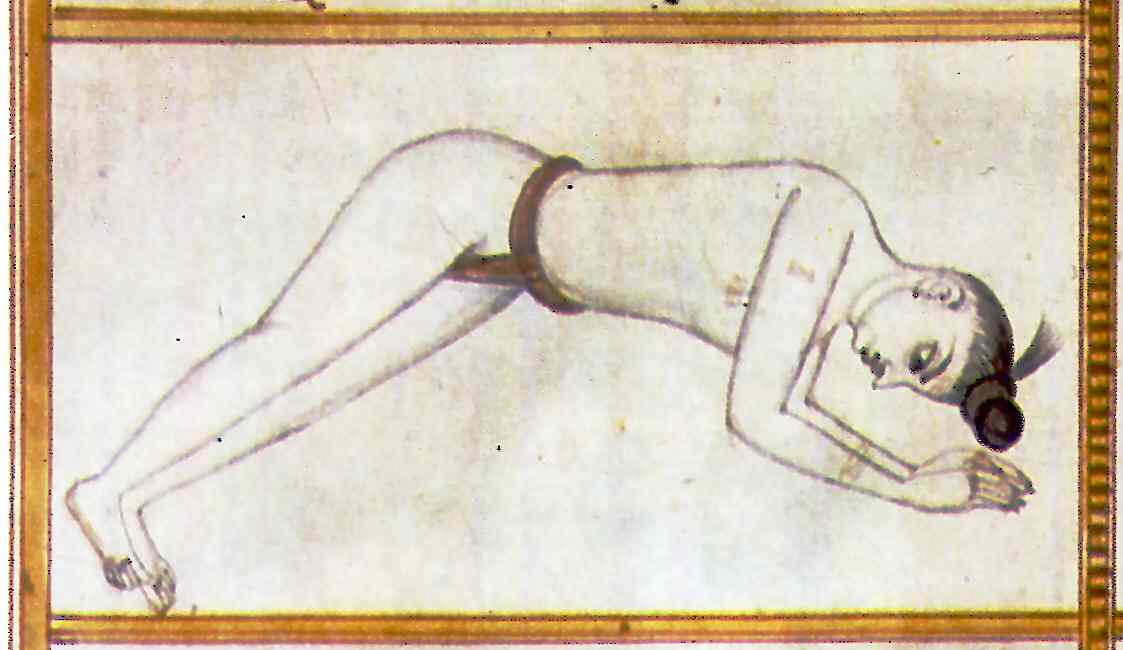
Gajāsana, Elephanten-Stellung, ein Vorfahr der Adhomukha Shvanasana;
19. Jahrhundert Mysore Palast manuscript.

Adhomukha Shvanasana (Sanskrit अधोमुखश्वानासन, IAST adho mukha śvānāsana), deutsch Herabschauender Hund, ist eine klassische Übung des Yoga und eine der 84 Hauptübungen des Hatha Yoga. Der Sanskritname setzt sich zusammen aus den Wörtern adhás „unten“, múkha „Gesicht“, śvāna „Hund“ und āsana Sitz oder Körperhaltung. Sie ist die 8. Stellung im „Sonnengruß“.
Der Name kommt in keiner bekannten mittelalterlichen oder früheren Quelle des Hatha Yoga vor. Eine ähnliche Stellung, Elefanten-Stellung genannt, wird in einer Hatha Yoga Anleitung des 18. Jahrhunderts beschrieben.

## Körperliche Ausführung

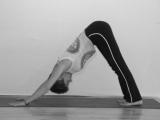
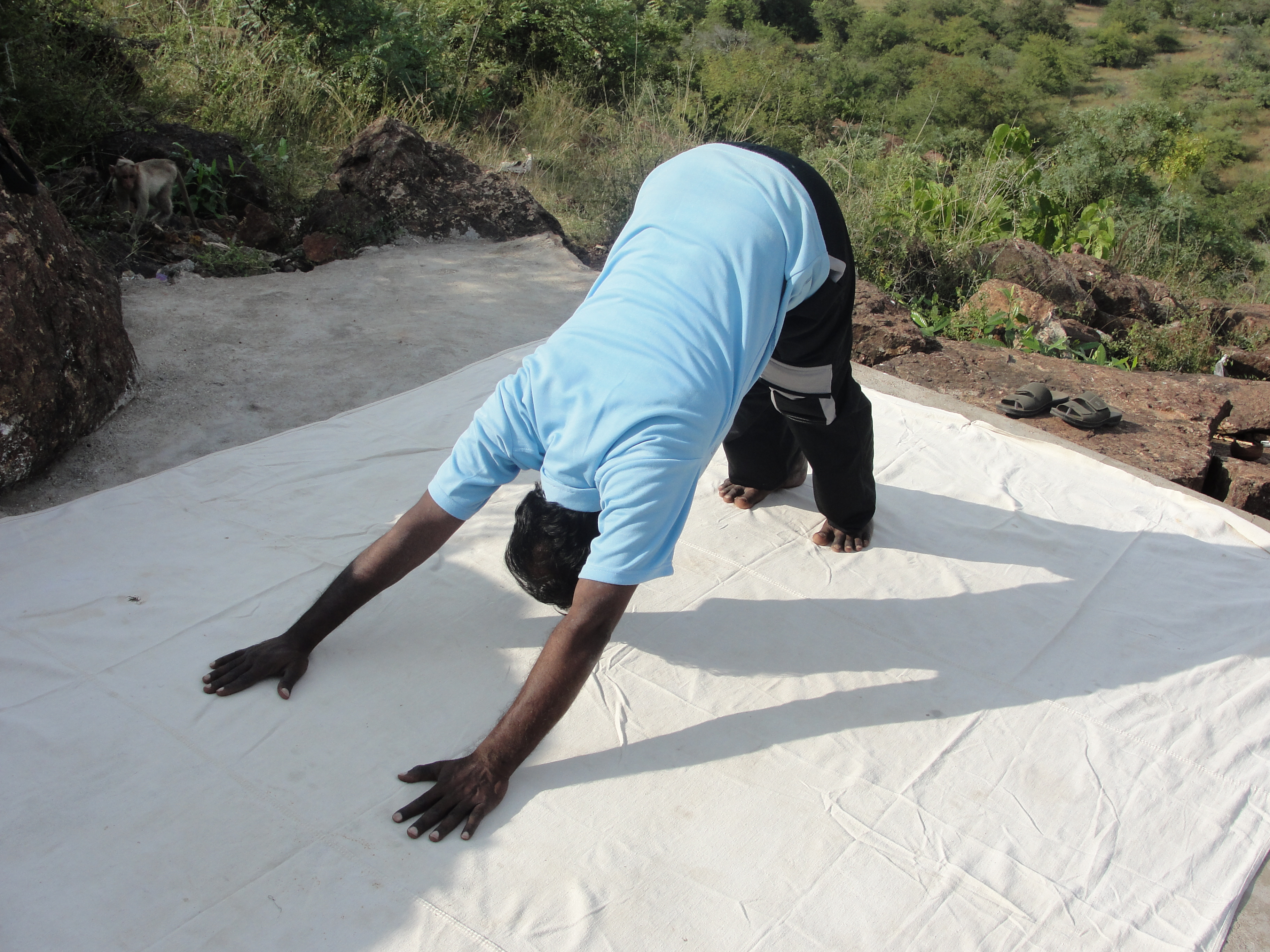

Diese Stellung hat die Form eines verkehrten „V“. Fersen und Hände sind am Boden, die Arme auf einer Linie mit dem Körper, die Beine ausgestreckt. Zwischen Körper und Beinen entsteht ein ungefähr rechter Winkel. Die Handflächen sind am Boden „verwurzelt“. Es ist nicht notwendig, dass die ganze Ferse am Boden ist, es reicht aus, wenn die Zehen im Kontakt zum Boden sind. Das Gesäß befindet sich ganz oben.
Es gibt verschiedene Wege in diese Stellung zu kommen, je nach Yogaschule:
- Bei Iyengar Yoga liegt man zuerst. Die Hände werden auf die geeignete Stelle um dem Brustkorb gebracht und das Gesäß wird gehoben.[6]
- Im Sonnengruß folgt die Stellung dem Hinaufschauenden Hund Urdhva Mukha Shvanasana oder – je nach Yogatradition – Bhujangasana und wird in einer eleganten Bewegung durch Heben des Gesäßes eingenommen.[7]

## Wirkungen
Die Übung hat positive Wirkungen auf das Stütz- und Bewegungsapparat, vor allem indem sie die Ischiocrurale Muskulatur dehnt.
Obwohl früher Schwangerschaft als Kontraindikation galt, hat die spätere Forschung gezeigt, dass die Übung (unter weiteren Yoga-Übungen) eine positive Wirkung haben kann.